# Guadalupe Xonoxtle
Guadalupe Xonoxtle är en ort i Mexiko.   Den ligger i kommunen San Miguel Amatitlán och delstaten Oaxaca, i den sydöstra delen av landet, 210 km sydost om huvudstaden Mexico City. Guadalupe Xonoxtle ligger 1 560 meter över havet och antalet invånare är 373.
Terrängen runt Guadalupe Xonoxtle är huvudsakligen kuperad, men åt nordost är den platt. Terrängen runt Guadalupe Xonoxtle sluttar västerut. Runt Guadalupe Xonoxtle är det ganska tätbefolkat, med 96 invånare per kvadratkilometer. Närmaste större samhälle är San Lorenzo Vista Hermosa, 7,8 km nordväst om Guadalupe Xonoxtle. I omgivningarna runt Guadalupe Xonoxtle växer huvudsakligen savannskog.